# I'm a Man (låt av The Spencer Davis Group)
I'm a Man är en låt skriven av Steve Winwood och Jimmy Miller som lanserades av den brittiska musikgruppen The Spencer Davis Group 1967. Låten går i ett snabbt tempo och drivs av Winwoods hammondorgelspel. Singeln blev en försäljningsframgång i flera länder, och blev gruppens största hit i Sverige. Det var den sista singeln som Steve Winwood och hans bror Muff Winwood medverkade på innan de lämnade Spencer Davis Group.
Låten spelades 1969 in av Chicago till deras debutalbum Chicago Transit Authority i en över sju minuter lång version, och deras version släpptes även förkortad som singel.

## Listplaceringar
| Lista (1967)   | Position               |
| -------------- | ---------------------- |
| Australien     | 9                      |
| Danmark        | 13 (DR "Top 20")       |
| Frankrike      | 31                     |
| Kanada         | 2 (RPM)                |
| Nederländerna  | 7                      |
| Storbritannien | 9                      |
| Sverige        | 4 (Kvällstoppen)       |
| Sverige        | 2 (Tio i topp)         |
| USA            | 10 (Billboard Hot 100) |
| Vallonien      | 22                     |
| Västtyskland   | 17                     |